# 小行星4572
小行星4572（4572 Brage）是一颗绕太阳运转的小行星，为主小行星带小行星。该小行星于1986年9月8日发现。
該小行星以北歐神話的詩神布拉基命名。

## 轨道参数
小行星4572的轨道半长轴为2.5932238 UA，离心率为0.158。